# ブルハーン・アッディーン

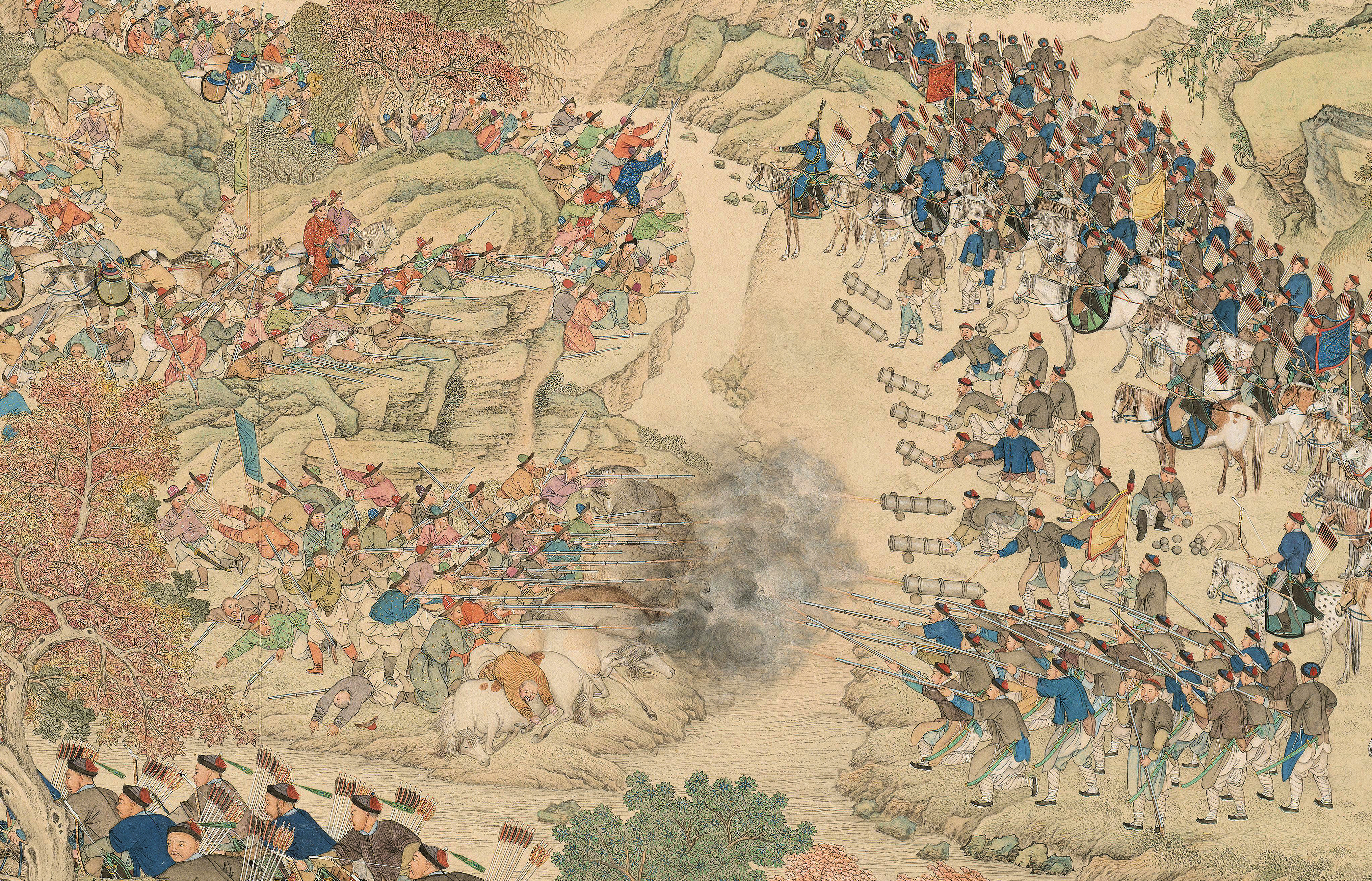
パミール高原でのホージャ軍と清軍の戦い

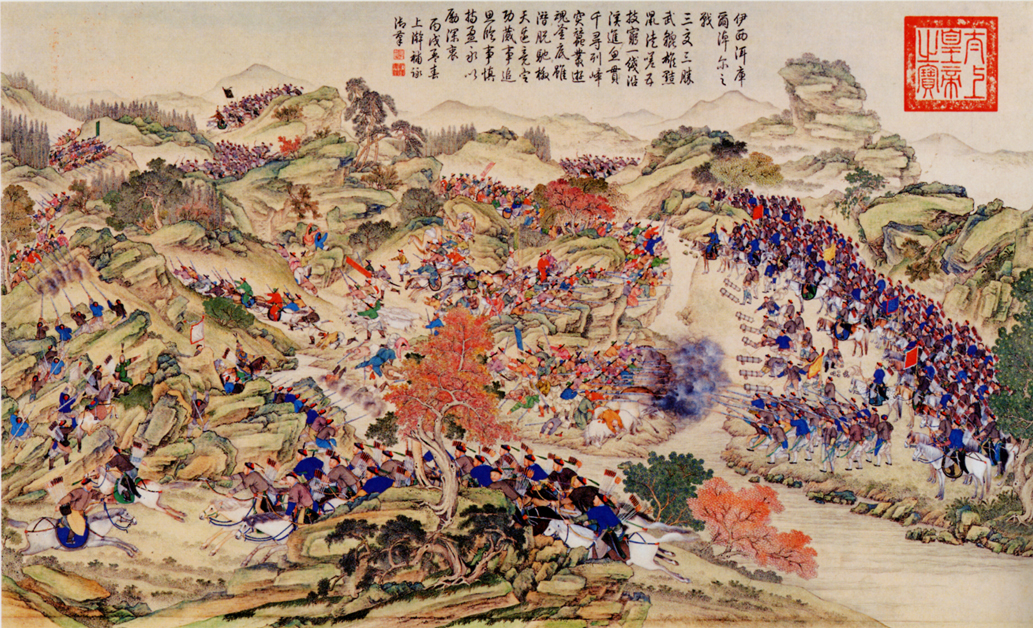
パミール高原でのホージャ軍と清軍の戦い

ブルハーン・アッディーン（ برهان الدين Burhān al-Dīn、? - 1759年）は、カシュガルのホージャ。カシュガルにおけるナクシュバンディー教団の首長家（カシュガル・ホージャ家）の一翼、アク・タク（白山党）の名祖ホージャ・アファークの曾孫で、ホージャ・マフムード（ないしアフマド）の子。弟にホージャ・ジャハーンがおり、ブルハーン・アッディーンが大ホージャ、ホージャ・ジャハーンが小ホージャと称した。

## 前史
1696年、ジュンガルのガルダン・ハンが清の康熙帝に敗れたのを機に、マフムードは東トルキスタン南部に独立政権を樹立した。1700年、マフムードの政権はジュンガルのツェワンラブタンによって崩壊し、一家はイリ地方に抑留された。

## 大小ホージャの乱
1755年、清の乾隆帝がジュンガルを殲滅すると、ブルハーン・アッディーンとホージャ・ジャハーンは解放され、それぞれカシュガルとヤルカンドの統治を任された。1757年、アマルサナーがジュンガルで蜂起すると、ホージャ・ジャハーンは機に乗じてアク・タクの信徒を集めて蜂起した（大小ホージャの乱）。ブルハーン・アッディーンは清朝への恩義からためらったものの最終的に参加した。ホージャ・ジャハーンはクチャを占領し、バートゥル・ハンを名乗った。
1758年秋、清の兆恵が4千の兵を率いてヤルカンドに侵攻したが、ブルハーン・アッディーンとホージャ・ジャハーンに3カ月間包囲された。1759年1月、清の援軍が到達し、兄弟の軍を破った。兄弟はそれぞれカシュガルとヤルカンドに逃れたが、清軍は両城を陥落させた。兄弟はパミール山脈のバダフシャーンに逃れたが、バダフシャーンの支配者のスルタン・シャーは兄弟を捕えて殺害し、清に恭順の意を示した。

## その後
ブルハーン・アッディーンの子のホージャ・サリムサクはコーカンド・ハン国に逃れた。ホージャ・サリムサクとその子のジャハーンギール・ホージャは数度にわたって帰国を画策することになる。